# 布鲁克斯维尔 (肯塔基州)
布鲁克斯（英語：Brooksville），是美国肯塔基州的一座城市。建立于1839年，面积约为1.3平方公里（0.5平方英里）。根据2010年美国人口普查，该市的人口为642人。

## 地理
布鲁克斯位于38°40′56″N 84°4′3″W / 38.68222°N 84.06750°W (38.682144, -84.067362)。按照美国人口调查局数据，布鲁克斯的总面积为0.6平方英里（1.6平方），全部都是陆地。